# Boris T. Achtarov
Boris T. Achtarov (ou Achtaroff) (1885 - 1959) foi um botânico búlgaro .

## Obras
- Achtarov, B. 1912. The Flora of Bulgarian Kingdom. A Guide to the Genera according to Linnaeus. Stara Zagora: Print House "Svetlina."
- Achtarov, B. 1939. Materials for a Bulgarian Botanical Dictionary. Sofia: King's Print House
- Achtarov, B. 1939. "Phylogenetische und systematische Studien uber die Poa - Arten Bulgariens." Bulletin of the Bulgarian Botanical Society 8: 120-187
- Achtarov, B. 1943. "Beitrag zur Kenntnis der Flora Bulgariens, nebst kritischen Bemerkungen." Bulletin of the Bulgarian Botanical Society 9: 57-73
- Achtarov, B.; C. Kantarjiev. 1947. A Guide to the Most Widespread Plants in Bulgaria. Sofia: Far.
- Achtarov, B.; B. Kitanov. 1950. "Neues Material und kritische Bemerkungen zur Flora Bulgariens." Resumen en alemán. Bulletin of the Botanical Institute. Academia Búlgara de Ciencias. 1: 424-431
- Achtarov, B. 1951. "Critical studies upon the genus Koelleria in Bulgaria." Resumen en alemán. Bulletin of the Botanical Institute. Academia Búlgara de Ciencias. 2: 209-231
- Achtarov, B. 1952. "The genus Festuca L. (Fescue) in Bulgaria." Resumen en alemán. Bulletin of the Botanical Institute. Academia Búlgara de Ciencias. 3: 3-74
- Achtarov, B. 1957. The genus Carex in Bulgaria. Sofia: Publishing House de la Academia Búlgara de Ciencias

## Homenagens
Em sua honra as seguintes espécies receberal seu nome:
- Asteraceae Centaurea achtarovii Urum. -- Magyar Bot. Lapok 1920, xix. 37 (1922). (IK)
- Asteraceae Centaurea achtarovii Urum. subsp. sooana  Borhidi -- Ann. Hist.-Nat. Mus. Natl. Hung. ser. 2, 8: 219 (1957)
- Asteraceae Cyanus achtarovii (Urum.) Holub -- Preslia 45(2): 144 (1973). (IK)
- Caryophyllaceae Dianthus achtarovii Stoj. & Kitan. -- in Bull. Soc. Bot. Bulgar. ix. 94 (1943). (IK)
- Poaceae Festuca achtarovii Velchev & P.Vassil. -- Phytol. Balcan. 8(2): 185 (2002). (IK)
- Poaceae Sesleria achtarovii Deyl -- in Op. Bot. Cech. iii. (Stud. Gen. Sesleria) 193 (1946)